# Naturschutzgebiet Granitz

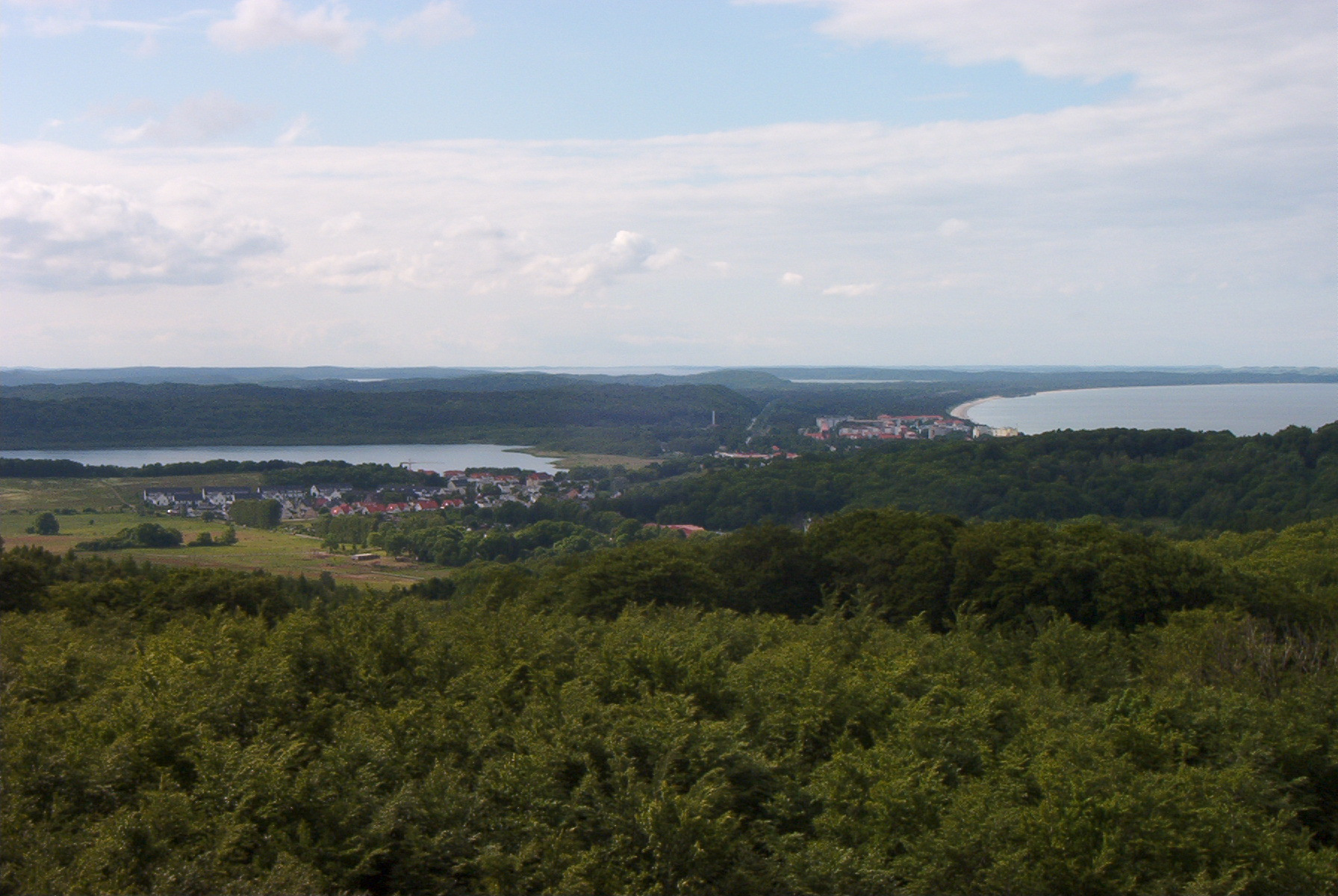
Blick in den Nordwestteil

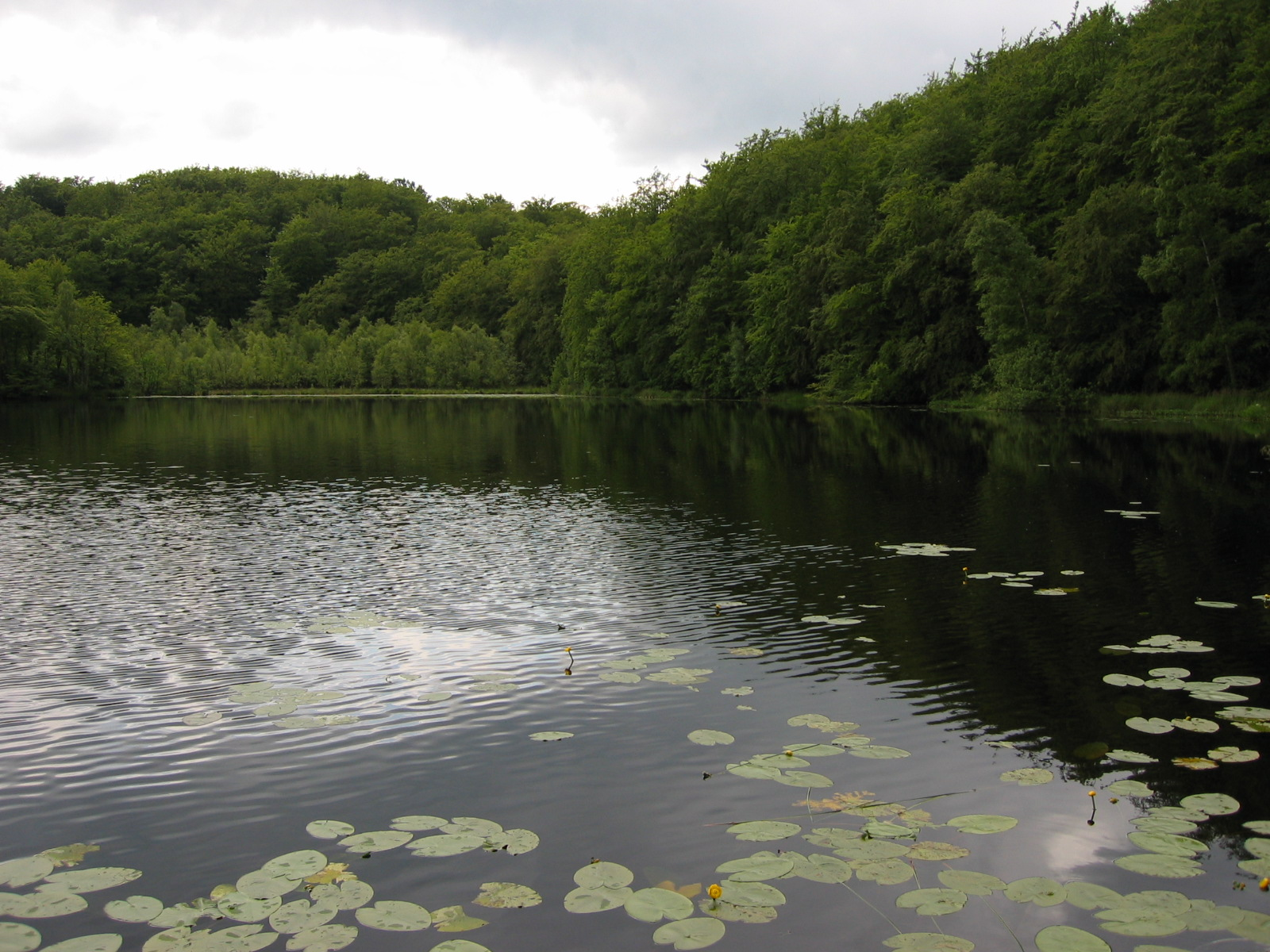
Schwarzer See im Osten der Granitz

Das Naturschutzgebiet Granitz ist ein 1130 Hektar umfassendes Naturschutzgebiet in Mecklenburg-Vorpommern. Die Unterschutzstellung erfolgte am 12. September 1990 im Rahmen der Gründung des Biosphärenreservats Südost-Rügen. Die küstennahen Altwaldstandorte mit eingestreuten Kesselmooren stellen zusammen mit der Insel Vilm den überwiegenden Teil der Kernzone des Reservats dar und sollen sich ohne wirtschaftliche Nutzung im Sinne des Prozessschutzes entwickeln.
Umliegend befinden sich die Orte Binz, Sellin und Lancken-Granitz sowie die Ostsee.
Der Gebietszustand wird insgesamt als gut eingestuft. Die angestrebte Nutzungsfreiheit der Flächen wurde jedoch noch nicht erreicht. Die Wiedervernässung der Kesselmoore hat begonnen. Im Rahmen des Naturschutzgroßprojektes Ostrügensche Boddenlandschaft wurden Renaturierungsmaßnahmen durchgeführt sowie die Flächen in das Eigentum des Projektträgers, dem Landschaftspflegeverband Rügen, überführt.
Nach EU-Recht sind die Flächen Bestandteil des gleichnamigen FFH-Gebiets und Vogelschutzgebiets.

## Geschichte
Die Granitz entstand während der letzten Eiszeit. Theorien zur genauen Entstehung variieren. Es wird von einer Schmelzwasserbildung des abschmelzenden Gletschers ausgegangen, welche nachfolgend in einer neuen Vereisungsphase aufgeschoben wurde. Die Flächen weisen ein starkes Relief mit hoher Hangneigung auf. Belege dafür sind die größtenteils tief liegenden Geschiebemergel und darüber liegende, bis zu 70 Meter mächtige, Beckensanden. Die Moore im Ostteil des Gebietes finden sich alle in Kessellagen.
Menschliche Besiedlung ist durch umliegende Hügelgräber seit der Jungsteinzeit belegt. Die Granitz war jedoch immer bewaldet und zählt zusammen mit der Stubnitz zu den Altwaldgebieten der Insel Rügen. Ein gut erhaltener slawischer Burgwall befindet sich bei Schanzenort. Die Schwedische Matrikelkarte und auch Flurnamen weisen auf eine Nutzung der Wälder als Waldweide ab dem Spätmittelalter hin. Die Granitz wurde über Jahrhunderte als Jagdrevier für den Fürsten in Putbus, was sich auch im Bau des Jagdschlosses widerspiegelt. In den 1970er Jahren wurde umfangreich mittels Kahlschlägen Holz entnommen. Die Flächen wurden anschließend mit Fichte, Lärche und Douglasie aufgeforstet.

## Pflanzen- und Tierwelt
Die Böden der Granitz weisen in Abhängigkeit von den Bodenverhältnissen eine starke Variabilität hinsichtlich des Nährstoffangebots auf. Die Pflanzenwelt ist entsprechend angepasst. Den überwiegenden Teil des Naturschutzgebietes bedeckt Buchenwald mit Perlgras, Waldmeister und Goldnessel im Unterwuchs. Die Hang- und Kuppenlagen sind extrem nährstoffarm. Hier wachsen Buchenwälder mit Gabelzahnmoos, Weißmoos und anderen seltenen Moosarten. Nur nördlich schließen sich an der Ostseeküste Kliff- und Strandbereiche an. Typische Arten, der im Wesentlichen inaktiv gewordenen Kliffs, sind aufgrund des basenreichen Untergrundes Leberblümchen, Finger-Segge und Orchideen.
Zahlreiche Kesselmoore finden sich im zentralen Teil. In den teilweise noch unentwässerten Flächen wachsen Torfmoose, Flatterbinse, Seggen, Schmalblättriges Wollgras und Sumpf-Blutauge. Im Zentrum der Moore sind auch Sumpf-Porst, Scheidiges Wollgras und Moosbeere anzutreffen.
Der Schwarze See im Osten der Granitz ist von Verlandungsmooren und einem dazwischen befindlichen Birkenbruch gesäumt.
Ein weiteres Moor ist im Südwesten des Naturschutzgebiets anzutreffen und Erlenbruchwald stockt östlich von Blieschow an der Kleinbahn.
Hervorhebenswerte Brutvögel im Gebiet sind Knäkente, Sperber, Habicht, Seeadler, Hohltaube und Neuntöter. Blindschleiche, Ringelnatter, Wald- und Zauneidechse können angetroffen werden. Die Schneckenfauna umfasst 35 Arten.